# 儒利亚诺·贝莱蒂
儒利亚诺·豪斯·贝莱蒂（葡萄牙語：Juliano Haus Belletti，1976年6月20日—），前巴西足球運動員，司職右後衛，最後效力巴甲球會富明尼斯。巴列提擁有意大利護照，故可以歐盟球員的身份毋需工作證於英超聯賽上陣。
巴列提早年出身於巴西高士路，曾效力巴西大球會聖保羅。2001年時已有傳言謂他會轉投西甲球會華倫西亞，但最終沒有了下文。至2002年終轉赴西甲聯賽，效力維拉利爾。至2004年他再轉會至規模更大的巴塞羅那。他在巴塞羅那期間曾贏得兩屆西甲聯賽冠軍(2005、2006)，以及一個歐冠杯(2006)，直到2006年球季由於傷患和隊內競爭激烈，該球季他只能屈居後備。
他代表過巴西國家隊出賽2002年世界杯，為冠軍隊成員。由於他轉投巴塞羅那後經常擔任後備，2006年世界杯他失去了參賽機會。2007年8月，比列提令人驚訝地加盟英超勁旅車路士。

## 俱乐部生涯
贝莱蒂93年在高士路开始他的职业生涯。95年转投圣保罗俱乐部，在那里，他坐稳了首发的位置。99年他为明尼路足球會效力并且夺得了巴西联赛第二名。01年，他将加盟巴伦西亚的谣言四起，但是最后时刻他还是没有达成他的欧洲之行。最终在2002年，他加盟了比利亚雷尔。在度过了成功的一个赛季以后他与巴塞罗那俱乐部签约并成为巴萨右后卫的不二人选。

### 巴塞隆拿
在巴萨夺得了他的第一次联赛冠军头衔后，在04-05赛季，贝莱蒂与奥莱格在右后卫的位置上竞争激烈，不过仍然是他占得上风。在2006年5月17日的巴黎之夜对阵阿森纳，在下半场，贝莱蒂替补奥莱格出场，并打入反超的一球，成为英雄人物。贝莱蒂在巴萨的第三个赛季被伤病困扰，而在他的位置已经有赞布罗塔的出现，整个赛季他碌碌无为。

### 切尔西
2007年8月23日，切尔西官方宣布贝莱蒂与俱乐部签订了为期三年的合同。2007年8月25日，在主场对阵朴次茅斯队时，64分钟替补米基爾出场，最终这场比赛以一比0切尔西获胜结束。他在客场对阵阿斯顿维拉时首发出场，但切尔西却以0比2败北。自从穆里尼奥离开切尔西以后，他得到較多正選上陣的機會，並成為球隊出戰英超聯賽、歐冠杯和聯賽杯、足總杯等多線作戰的主力球員。至今為車路士射入兩個入球，皆為禁區外遠射入球，效力車路士的第一個入球來自2007年11月3日對韋根的賽事，射出一記25碼的遠射入球，而2008年1月12日對陣熱刺的賽事，巴列提也射進了一球35碼外的漂亮遠射，表現令人津津樂道。

## 国家队生涯
贝莱蒂为巴西国家队出场23次，打进2球。05年他再度入选，不过由于06年世界杯巴西队糟糕的表现，他再一次淡出国家队。

## 榮譽

### 高士路
- 米納斯吉拉斯洲聯賽：1994年

### 聖保羅
- 聖保羅洲聯賽：1998年、2000年
- 里約-聖保羅盃：2001年

### 明尼路
- 米納斯吉拉斯洲聯賽：1999年

### 巴塞隆拿
- 歐洲聯賽冠軍盃：2005-06年
- 西班牙甲組足球聯賽：2004-05年、2005-06年
- 西班牙超級盃：2005年、2006年

### 車路士
- 足總盃：2008-09年、2009-10年
- 英超冠軍：2009-10年

### 巴西
- 世界盃：2002年